# Сенегальская либия
Сенегальская либия (лат. Pogonornis dubius) — вид птиц из семейства африканских бородаток, обитающий в Африке севернее экватора.

## Описание
Длина крыльев самцов составляет от 10,7 до 11,9 см. Длина хвоста — от 7,8 до 9 см. Клюв длиной от 3,1 до 3,7 см. Масса составляет примерно 100 г. Самка и самец имеют схожую массу тела. Половой диморфизм отсутствует.

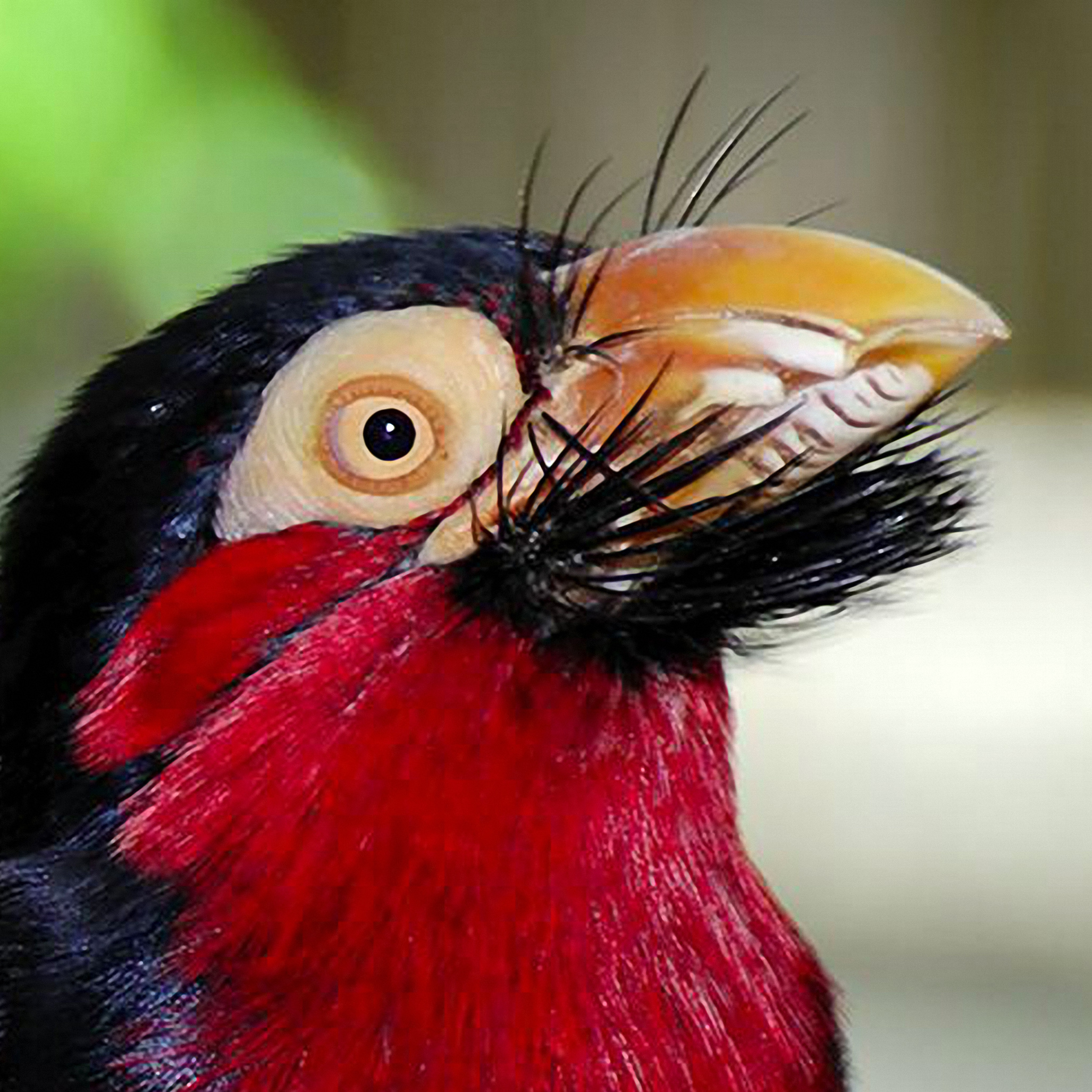
Голова крупным планом

Оперение верхней части тела блестяще чёрное от лба до рулевых перьев. только на нижней части спины имеется белое пятно. Щёки и кроющие уха красные. Очень тонкая чёрная полоса делит красное лицо, проходя от верхнего основания клюва до боковых сторон шеи. Подбородок и горло, а также боковые стороны шеи ярко-красные. У основания клюва находятся чёрные, щетинистые перья, направленный вперёд. Чёрная полоса проходит по середине груди. Грудь, а также середина брюха красные с белым. Бёдра, подхвостье чёрные. Сильный клюв желтоватого цвета, надклювье с оранжевым или красным оттенком. Неоперённый участок кожи вокруг глаз жёлтого цвета, глаза от бледного до ярко-жёлтого цвета. Ноги от оранжево-жёлтого до красноватого цвета.
Существует вероятность путаницы с двухзубцовой либией, которая меньше и у которой отсутствует чёрная полоса на груди. У черногрудой либии горло и подбородок чёрные.

## Распространение
Сенегальская либия распространена от юга Сенегала, Гамбии и Гвинеи-Бисау до юга Мали, Буркина-Фасо, юго-запада Нигера, севера Нигерии и Камеруна. В южном направлении область распространения простирается до Гвинеи, Берега Слоновый Кости, Ганы, Того, севера Бенина, Нигерии, Камеруна и запада Центральноафриканской Республики. Местообитания расположены на высоте не выше 1500 м над уровнем моря.
Сенегальская либия населяет относительно сухие регионы с высокими деревьями, такими как баобаб, акации и фикус, вблизи которых расположены чащи. Кроме того, он населяет окраины культурного ландшафта, брошенные фермы и плантации, сады, изолированные перелески и вторичные леса. 

## Образ жизни
Птицы живут небольшими группами до 5 взрослых птиц. Рацион состоит преимущественно из плодов. Насекомые дополняют рацион. Биология размножения мало изучена.